# Smuk nad Semičem
Smuk nad Semičem je 547 m visoka planota v Beli krajini.
Dviga se nad naseljem Semič, na vrhu pa stoji cerkev Sv. Lovrenca. Na Smuku je tudi vzletišče jadralnih padalcev in zmajarjev.